# 멋진 드레서
멋진 드렛서(The Dresser)는 영국에서 제작된 피터 예이츠 감독의 1983년 영화이다. 알버트 피니 등이 주연으로 출연하였고 로날드 하우드 등이 제작에 참여하였다.

## 출연

### 주연
- 알버트 피니
- 톰 커트니
- 에드워드 폭스

### 조연
- 제나 워커
- 에일린 앗킨스
- 마이클 고
- 캐스린 해리슨

## 제작진
- 원작자: 로날드 하우드
- 협력프로듀서: 나이젤 울
- 미술: 스티븐 B. 그림스